# 거창 양평리 석조여래입상
거창 양평리 석조여래입상(居昌 陽平里 石造如來立像)은 대한민국 경상남도 거창군 거창읍 양평리에 있는 남북국 시대의 석조 여래 입상이다. 거창읍 양평리의 금룡사에 있는 석불로 높이는 4미터이다. 몸의 굴곡이 충실하게 표현되어 있지만 전에 비하여 얼굴이 비만해졌고 옷주름 곳곳에 도식화의 경향이 엿보여 신라 전성기 양식을 계승한 8세기 후반의 작품으로 추정된다. 비만해진 얼굴은 이목구비가 뚜렷하게 새겨졌지만 다소 경직된 표정이며, 머리는 나발이 뚜렷하다. 전체적으로 정제된 조형미에서 벗어난 흩어진 조형성을 보이나, 신라 후반기 양식을 잘 표현하고 있는 작품이다.
1963년 1월 21일 대한민국의 보물 제377호 거창 양평동 석조여래입상(居昌 陽平洞 石造如來立像)으로 지정되었다가, 2010년 8월 25일 현재의 명칭으로 변경되었다.

## 개요
이 불상이 서 있는 부근에 금양사(金陽寺) 혹은 노혜사(老惠寺)라고 부르는 절이 있었다고 전해진다. 불상의 주위에 주춧돌이 남아 있고, 불상 앞에 석등 재료가 흩어져 있는 것으로 보아 이 일대에 사찰이 있었음이 분명하다.
전체 높이 3.7m의 거대한 석조상으로 따로 마련된 연꽃무늬 대좌(臺座) 위에 서 있는 형태이다. 머리 위에 얹어 놓은 모자 모양의 천개(天蓋)는 근래에 만들어진 것이다.
머리는 신체에 비해 크며 작은 소라 모양의 머리칼을 붙여 놓은 모습이다. 얼굴은 둥글고 원만하며 눈·코·입 또한 솜씨있게 처리되어 있다. 신체의 굴곡이 충실히 드러났으며, 날씬하면서도 우아한 아름다움이 남아 있다. 얇게 걸치고 있는 옷자락에는 U자형의 옷주름이 흐르다가 두 다리에서 긴 타원형을 그린다. 오른손은 내려 옷자락을 잡았고, 왼손은 배에 대어 검지 손가락만 펴고 있다. 두 팔은 몸에 붙어 있어 조금은 부자연스러워 보인다. 발밑에는 대좌에 꽂기 위해 만들었을 뾰족한 촉(觸)이 나와 있는데, 대좌는 지금 윗부분만 보이며 연꽃무늬가 조각되어 있다.
원통형의 신체, 굴곡진 허리와 두 다리 등에 양감이 잘 표현된 통일신라 후기의 우수한 불상이다. 원형으로 솜씨있게 처리된 얼굴을 제외하고는 긴장미가 줄어들었지만 대체적으로 세련미가 드러나는 작품이다.

## 갤러리

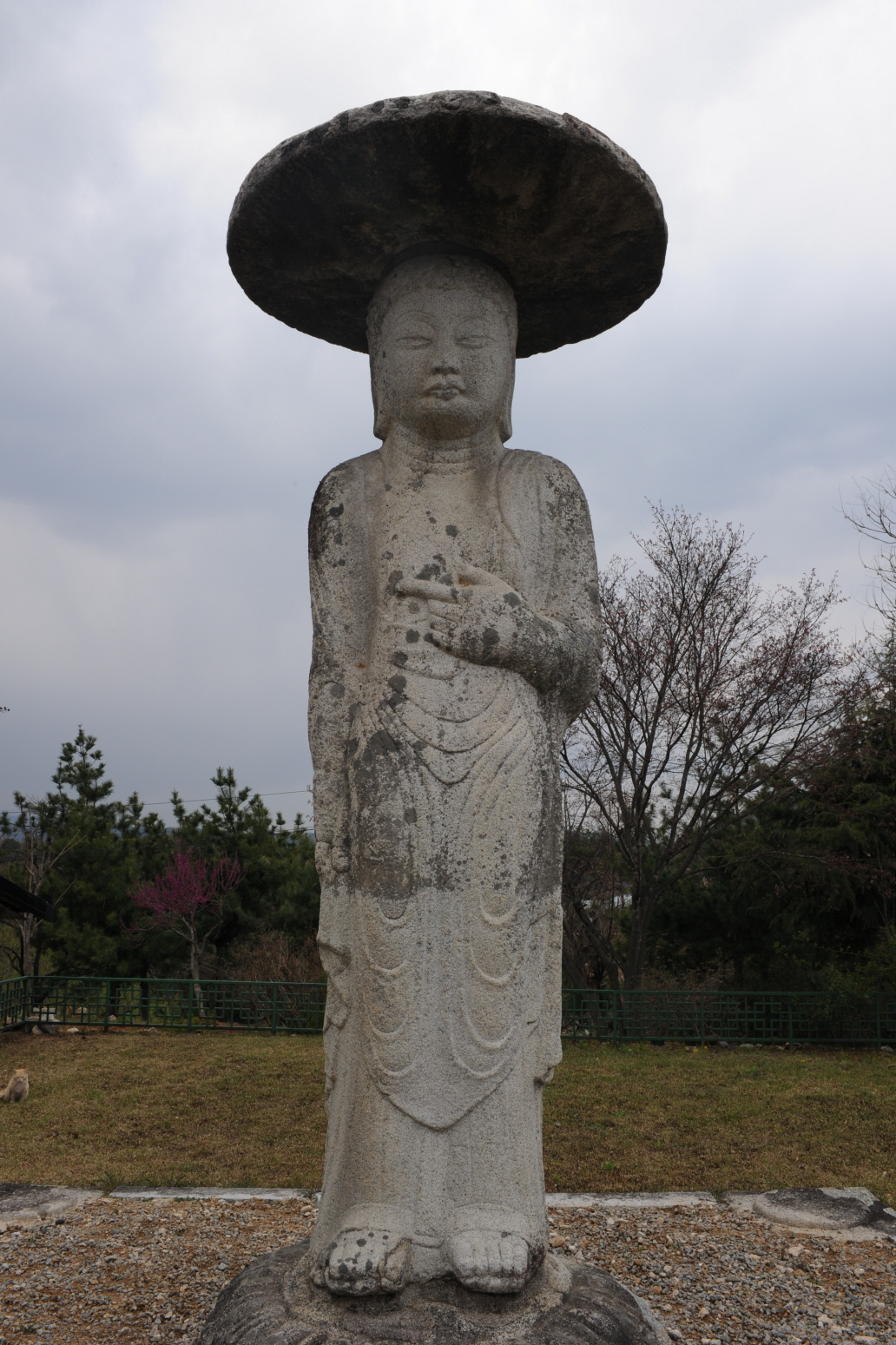
거창 양평리 석조여래입상
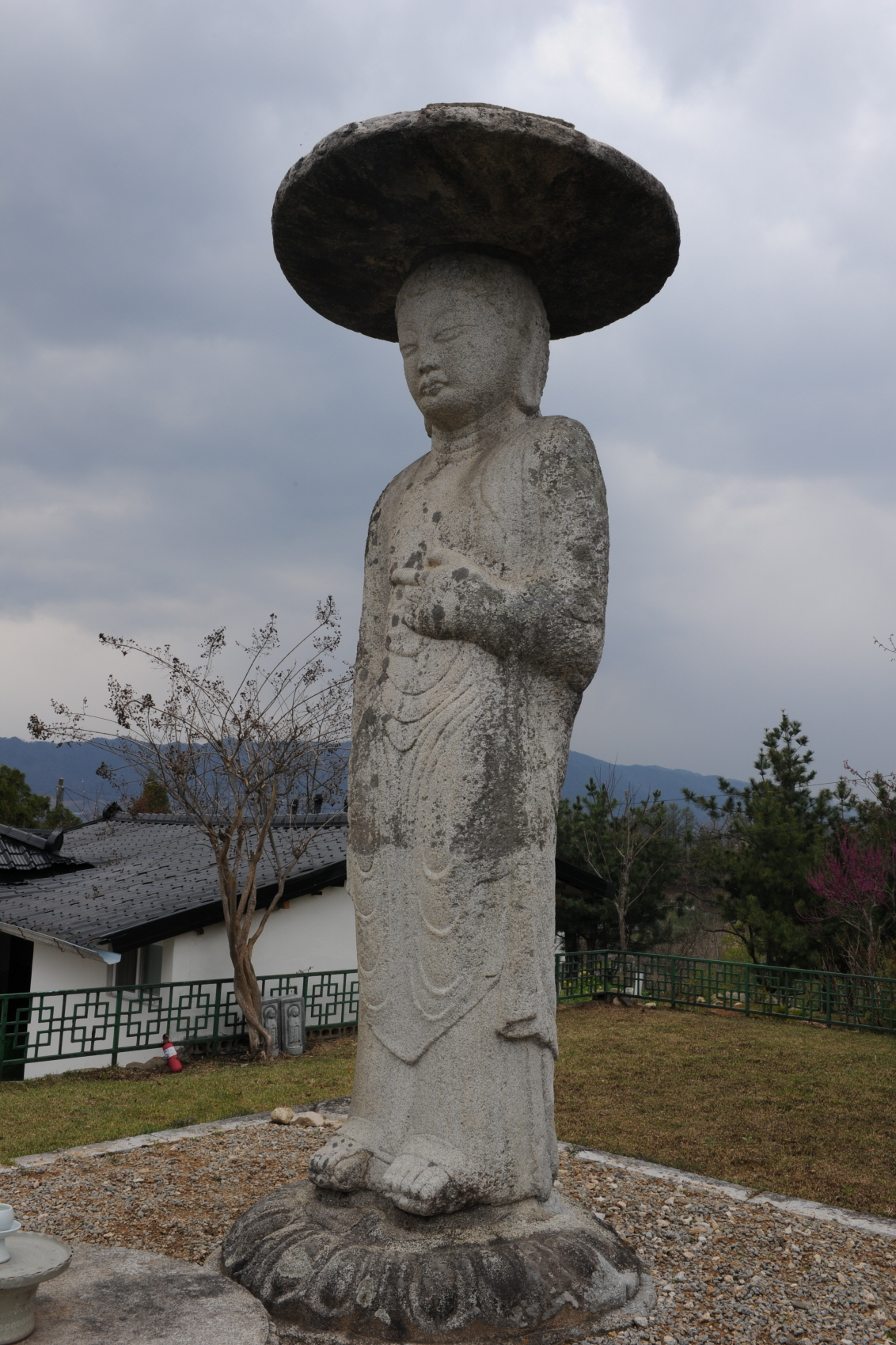
거창 양평리 석조여래입상
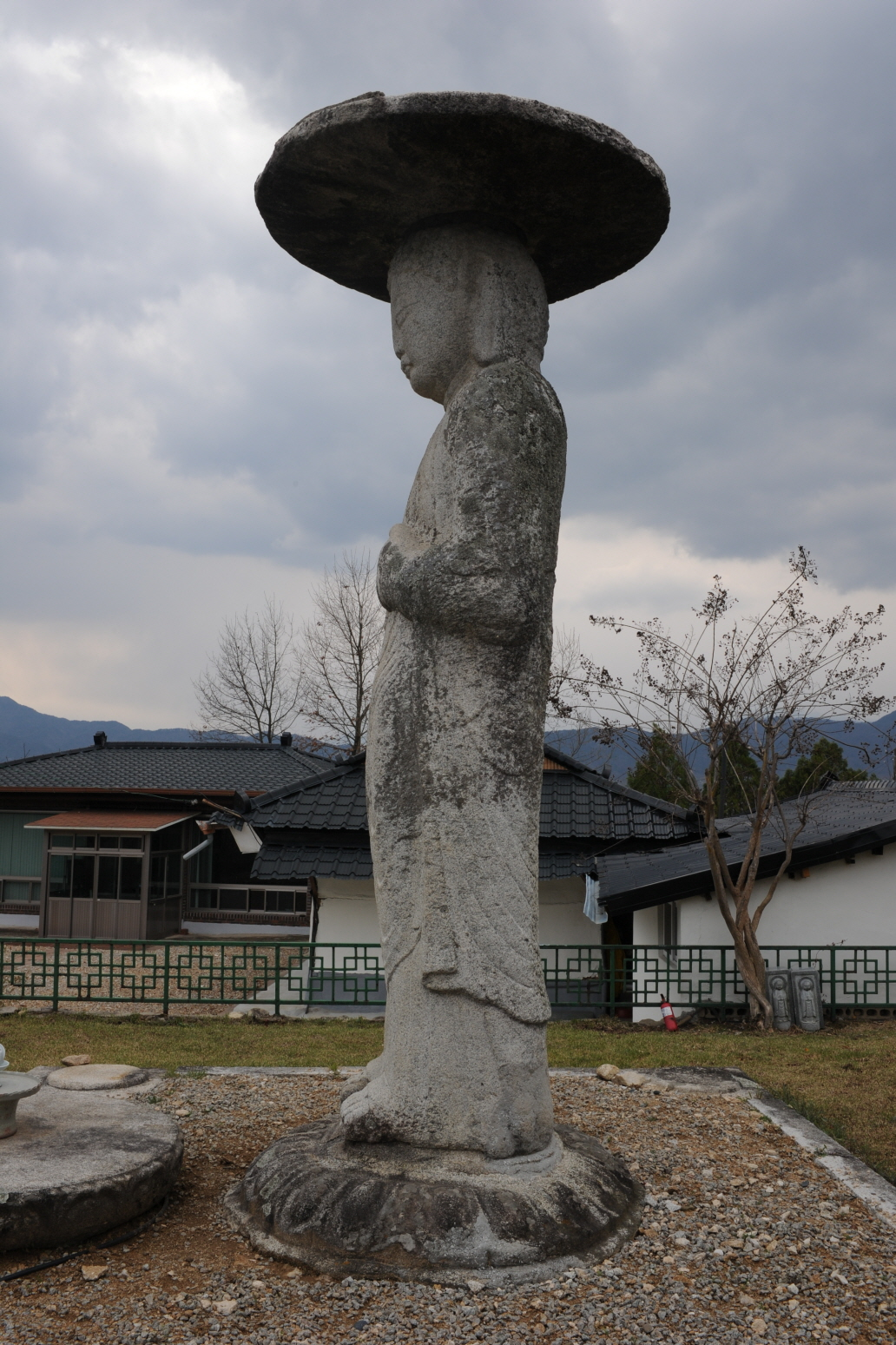
거창 양평리 석조여래입상
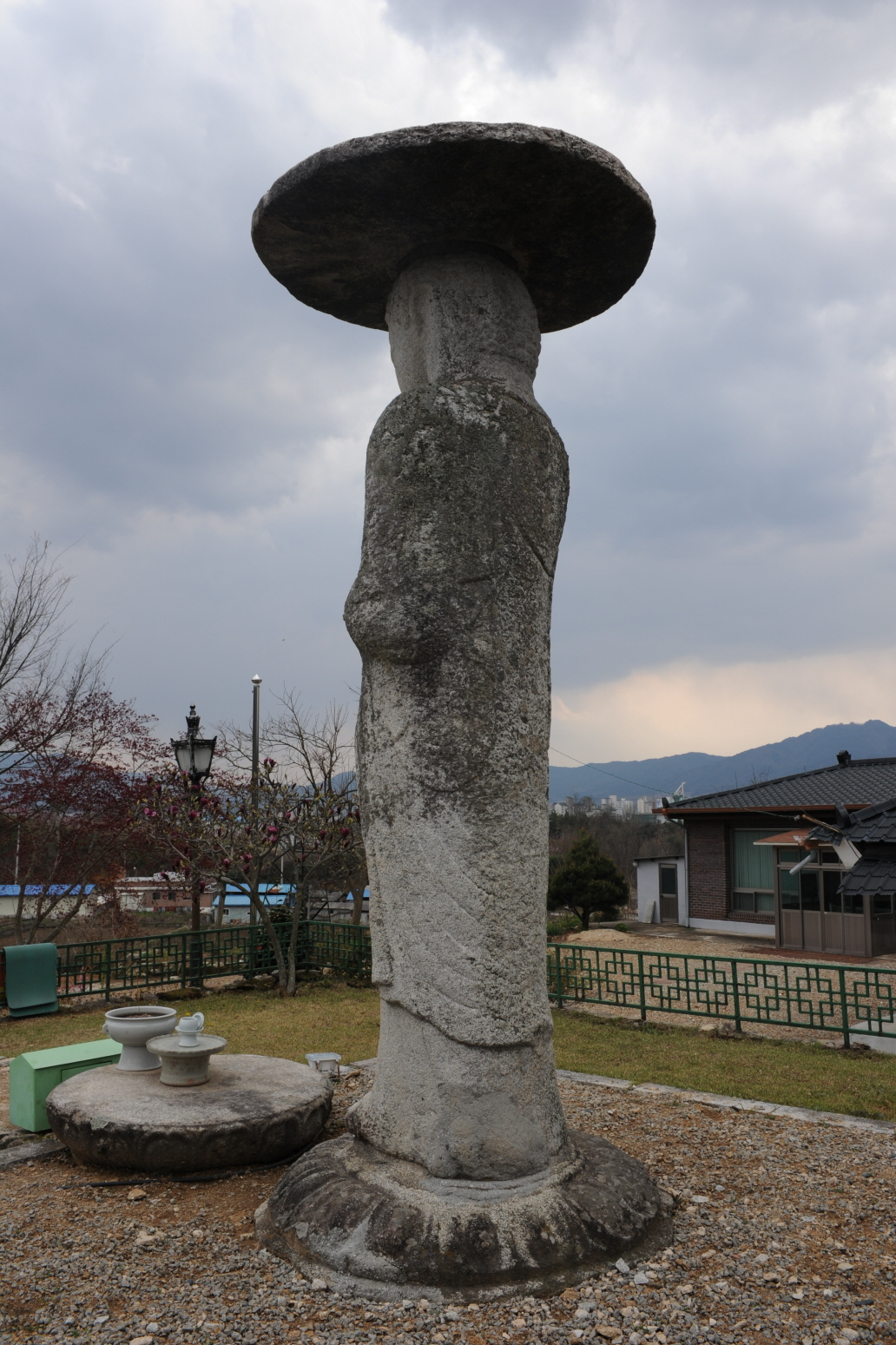
거창 양평리 석조여래입상
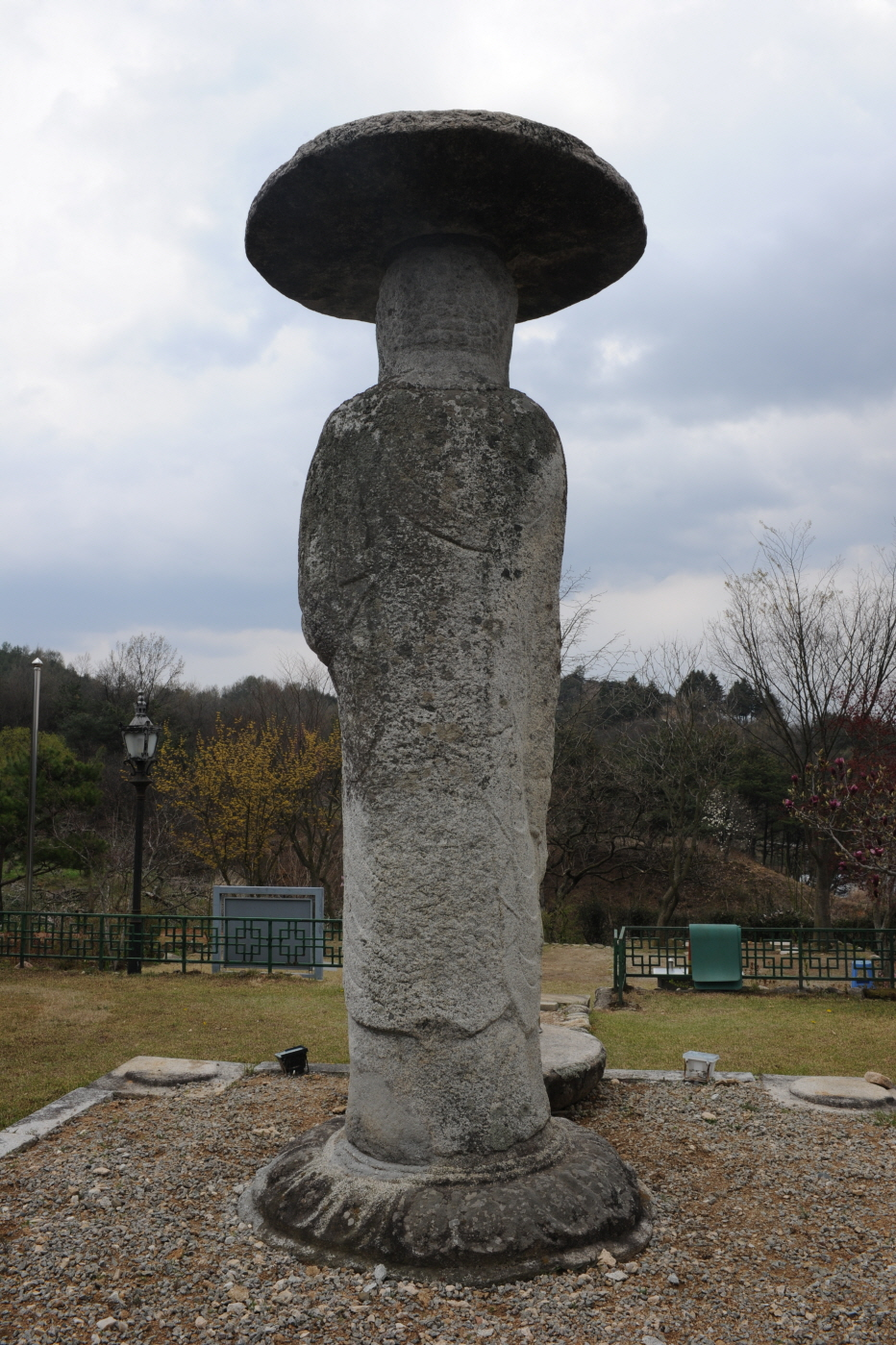
거창 양평리 석조여래입상
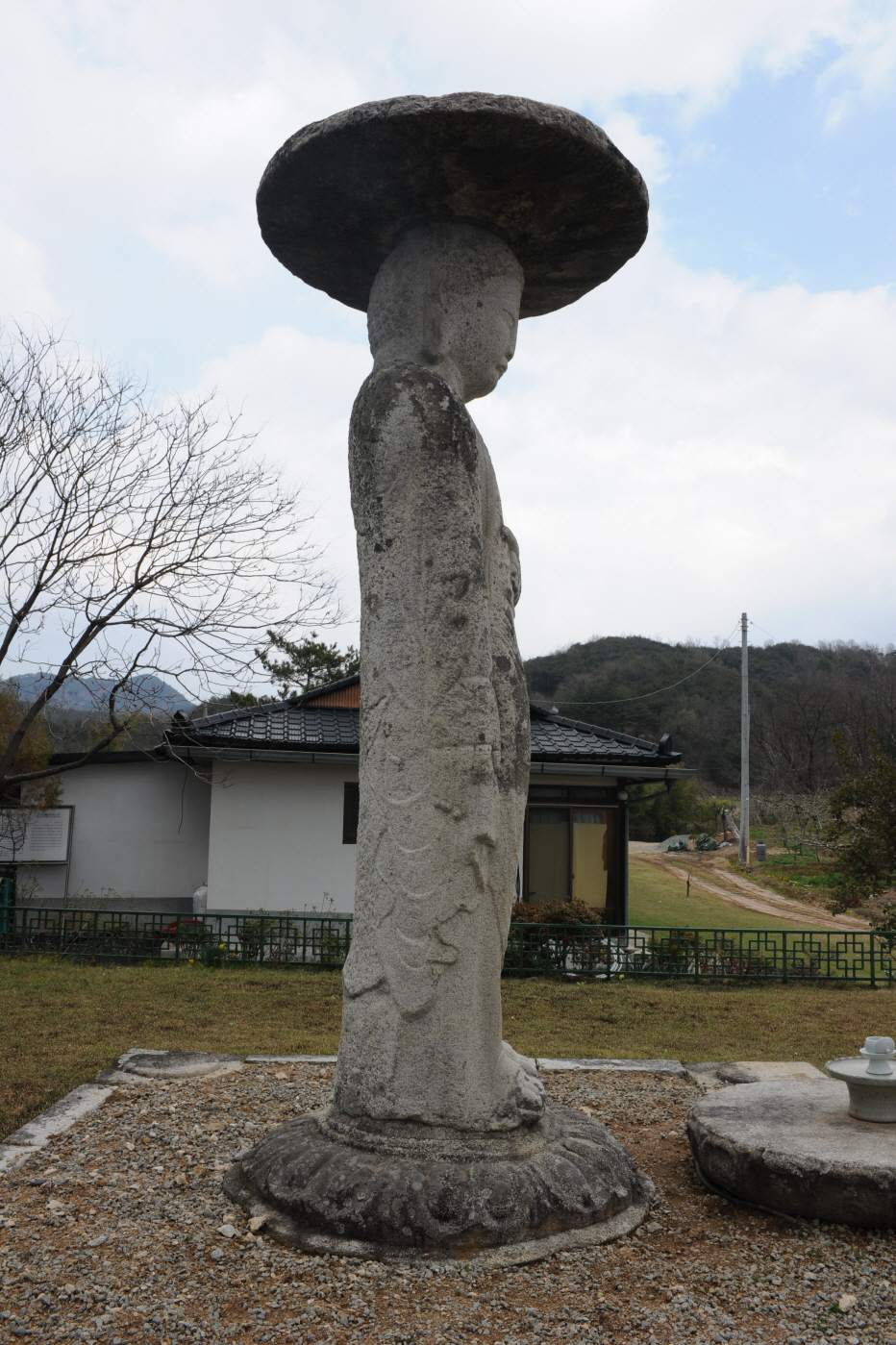
거창 양평리 석조여래입상
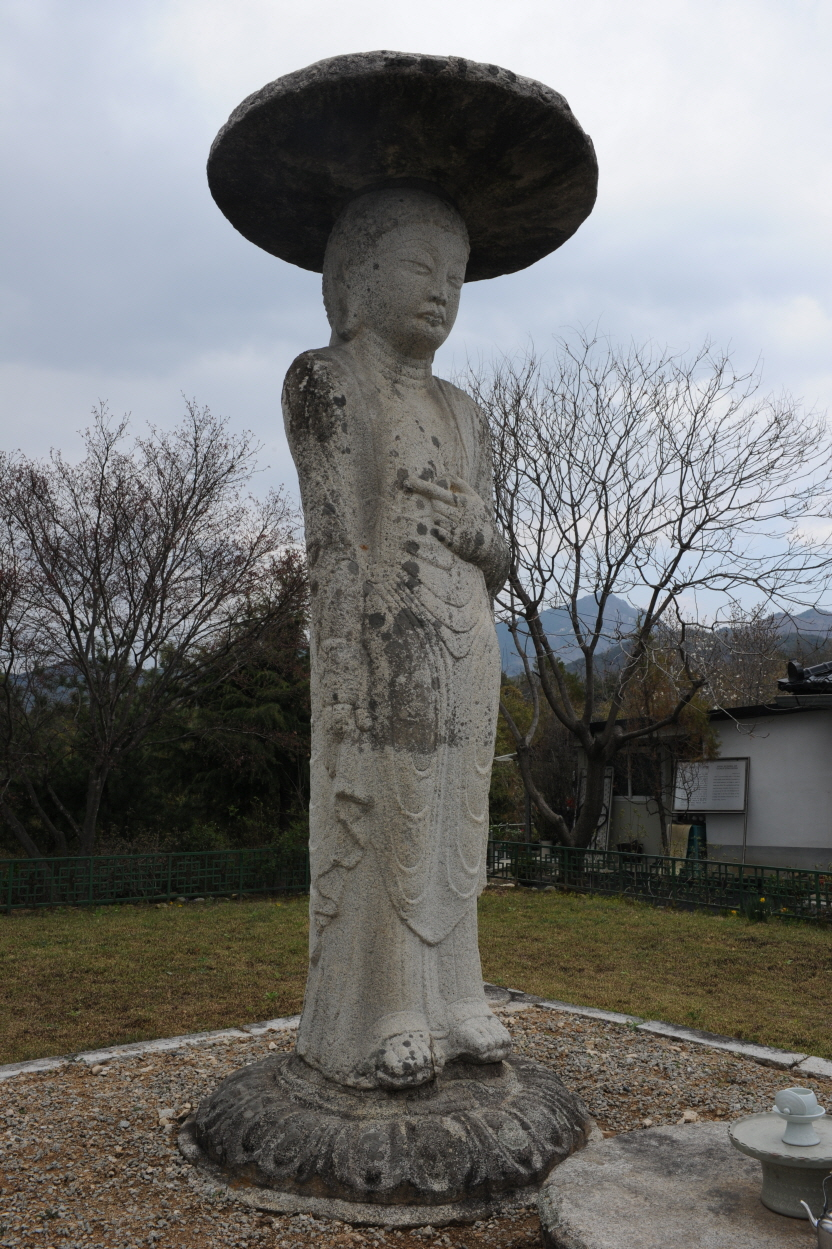
거창 양평리 석조여래입상
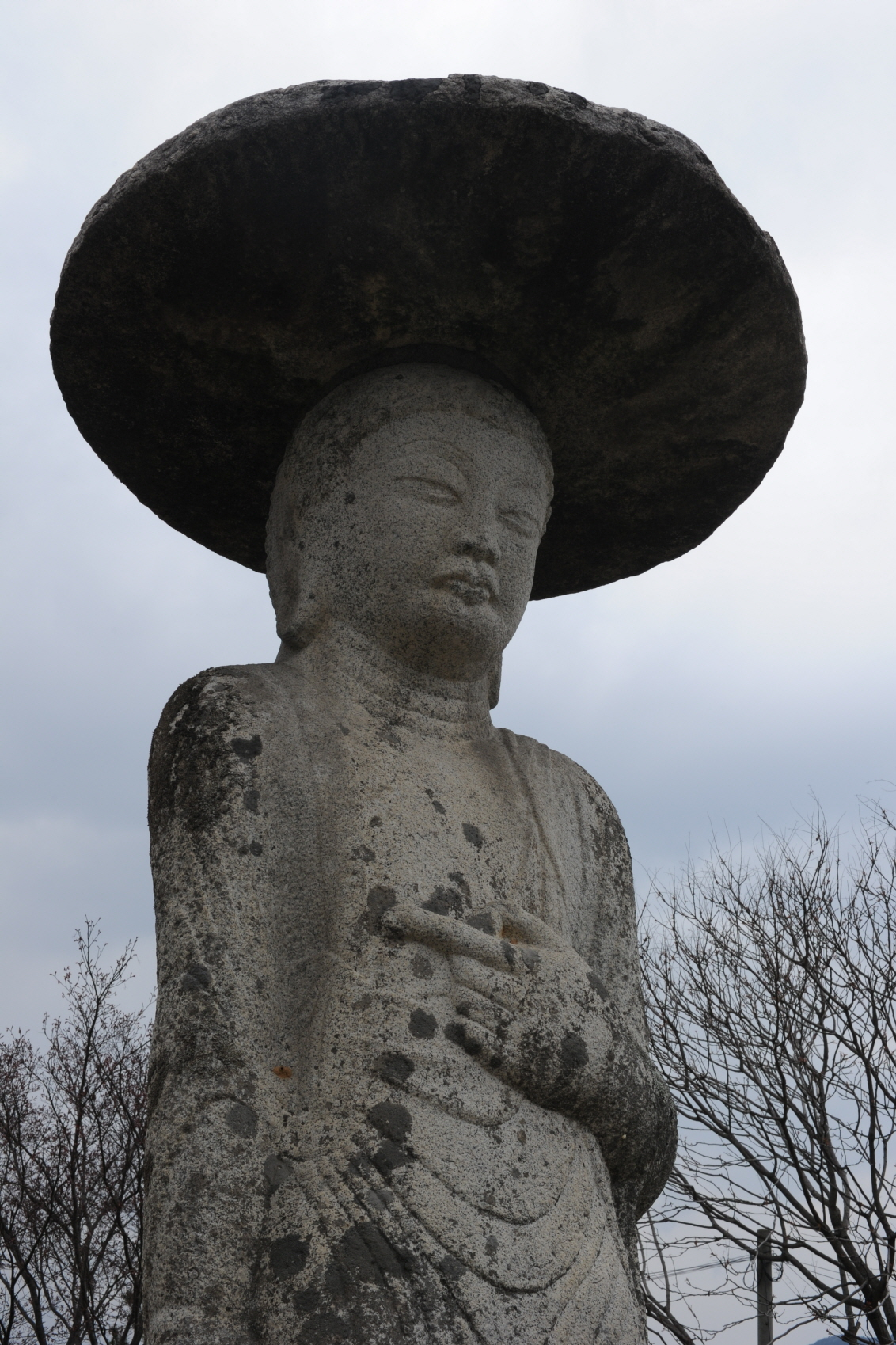
거창 양평리 석조여래입상
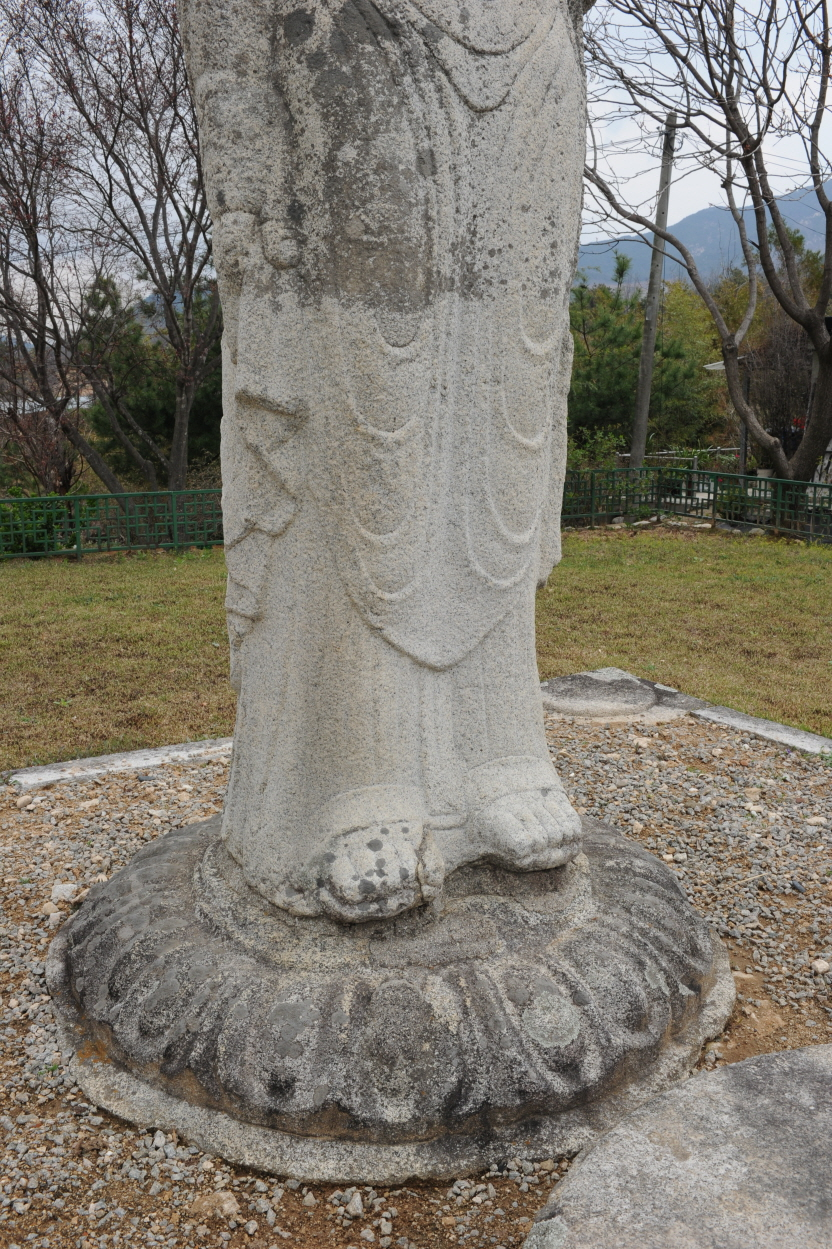
거창 양평리 석조여래입상
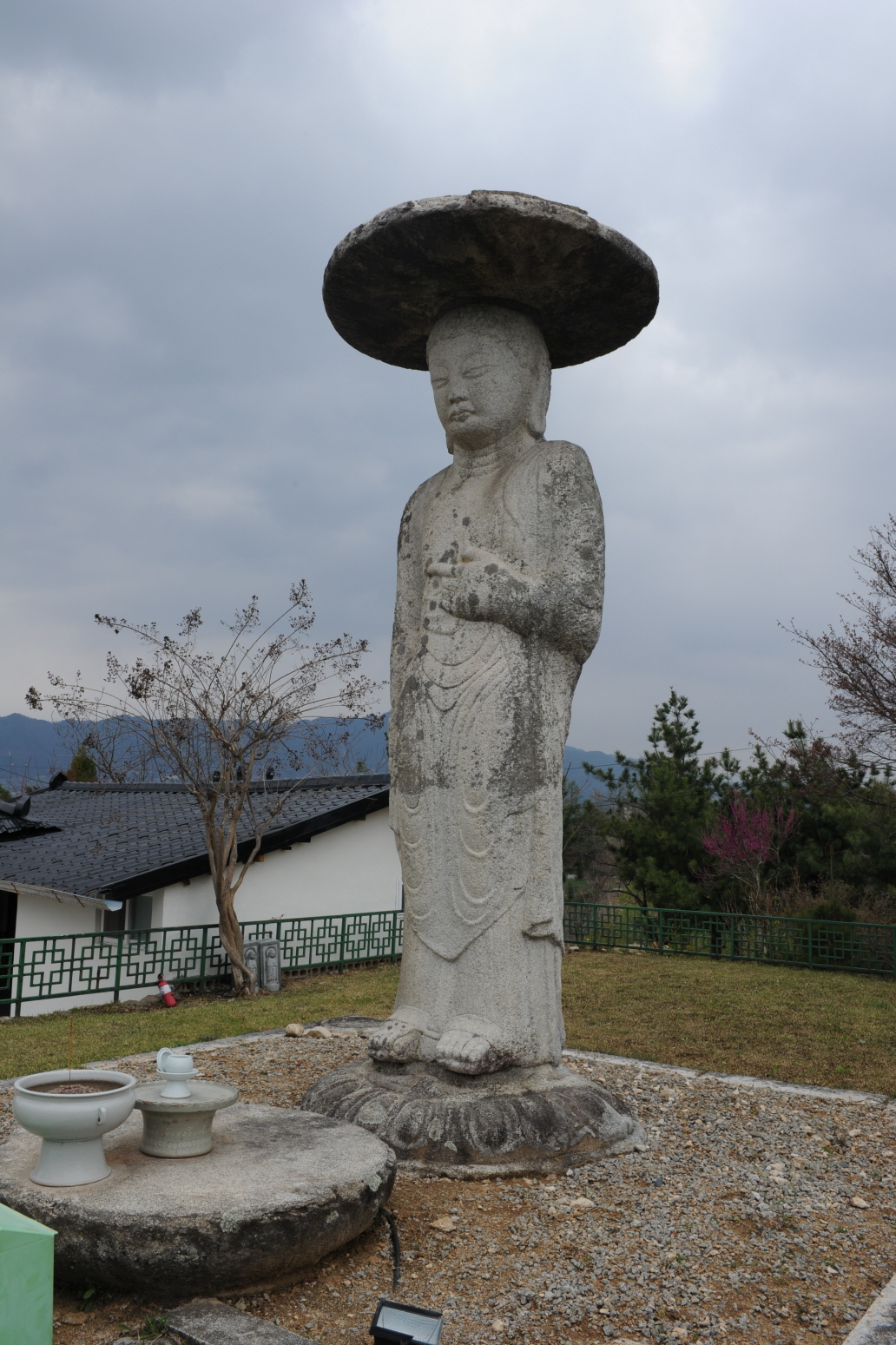
거창 양평리 석조여래입상
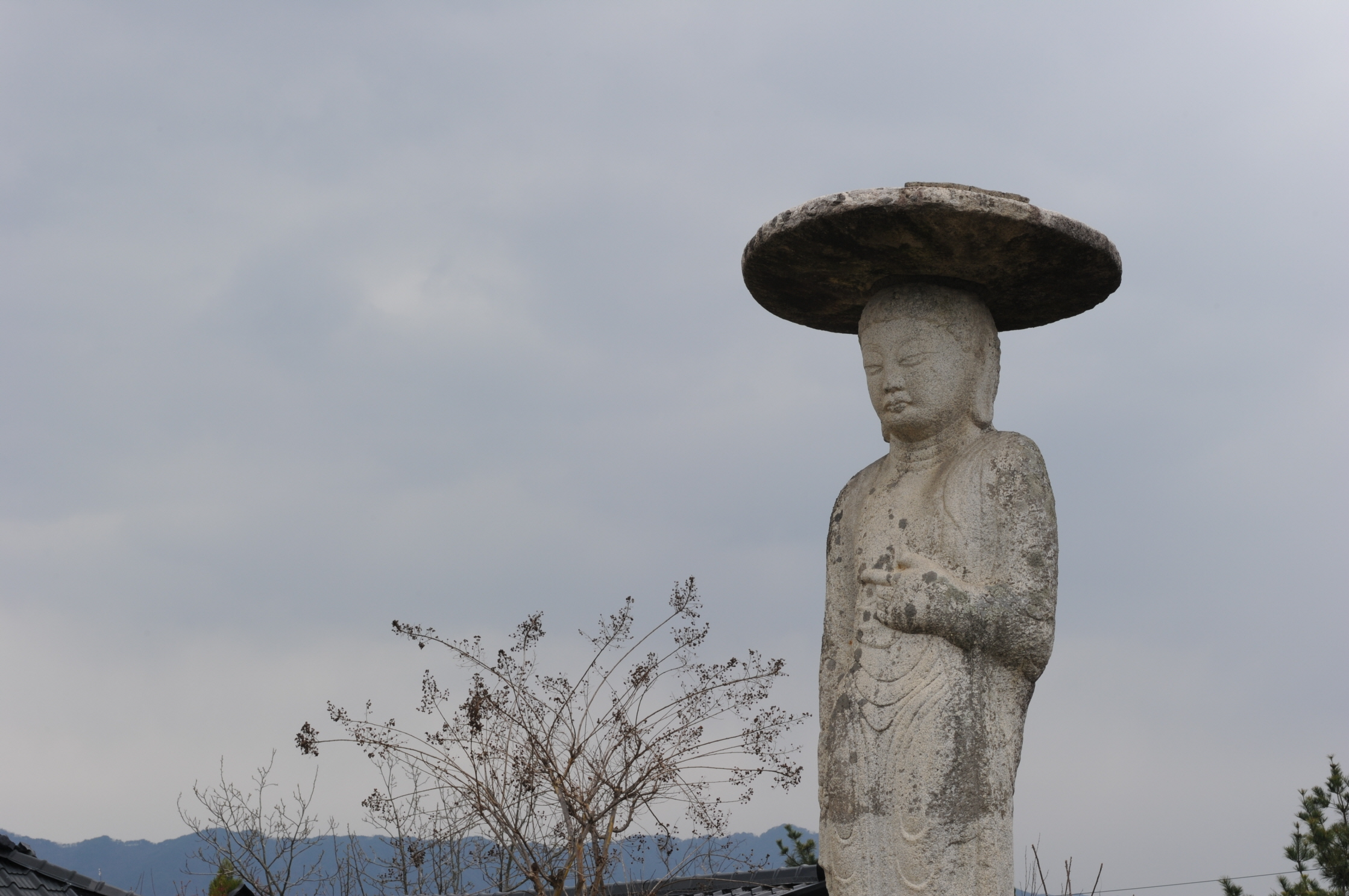
거창 양평리 석조여래입상
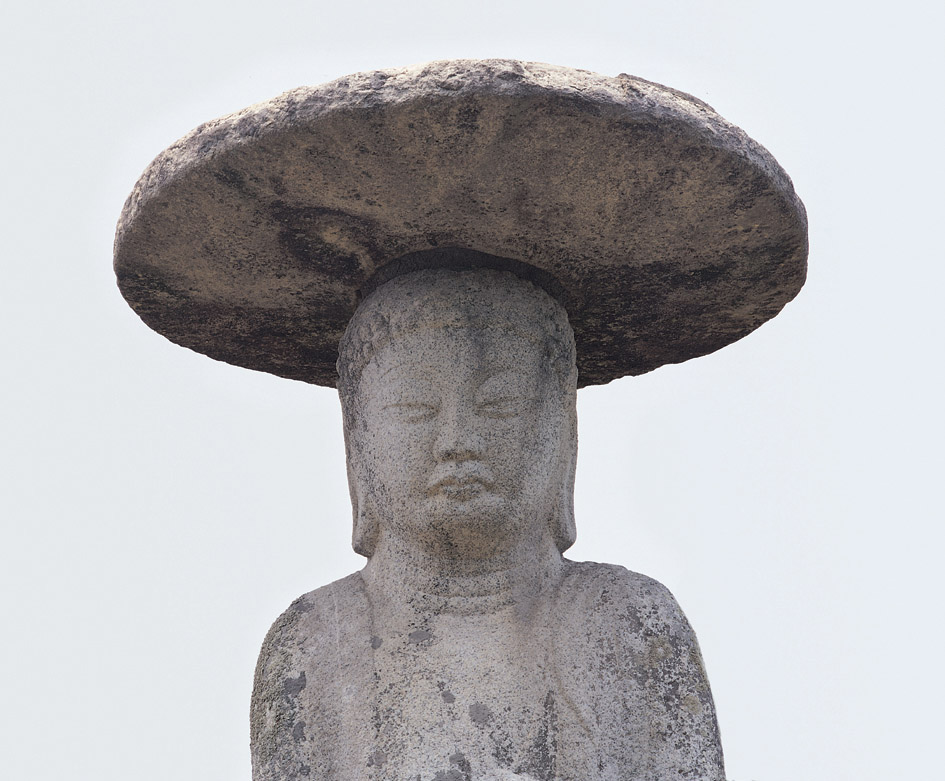
여래입상의 얼굴 및 갓 모양 천개
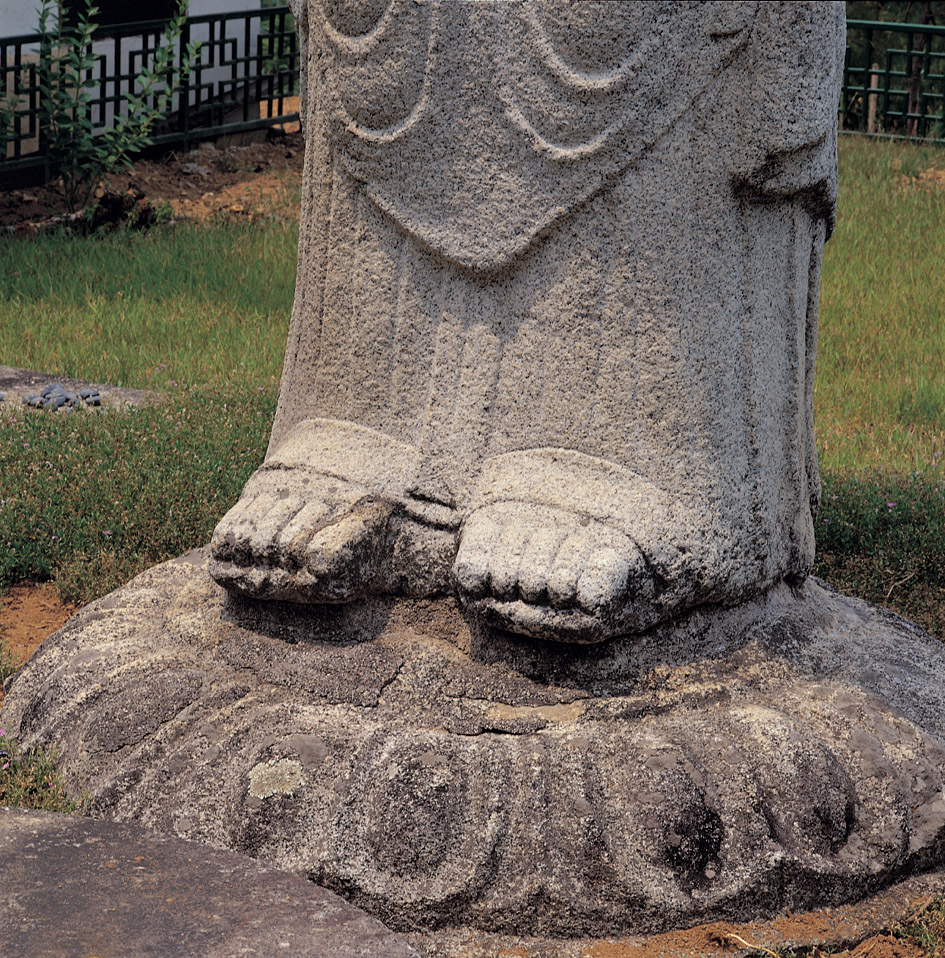
여래입상 하반신 발 모습과 복련좌
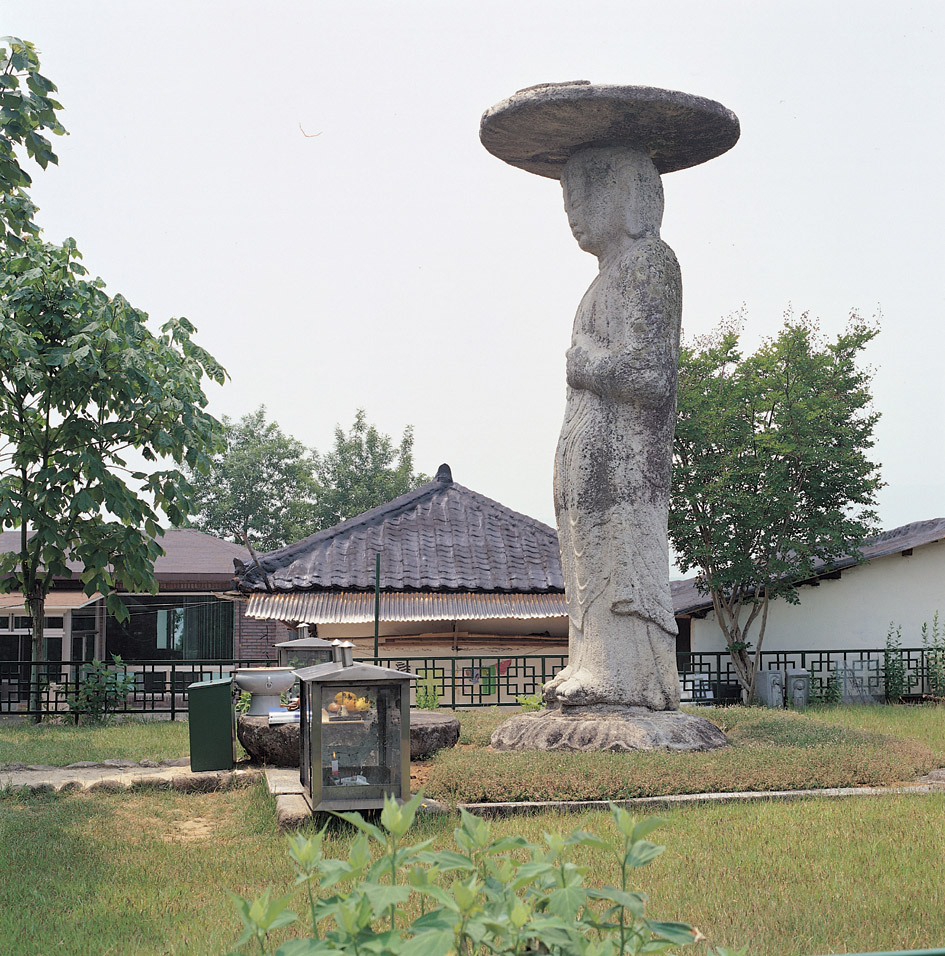
여래입상 전체 촤측면 향
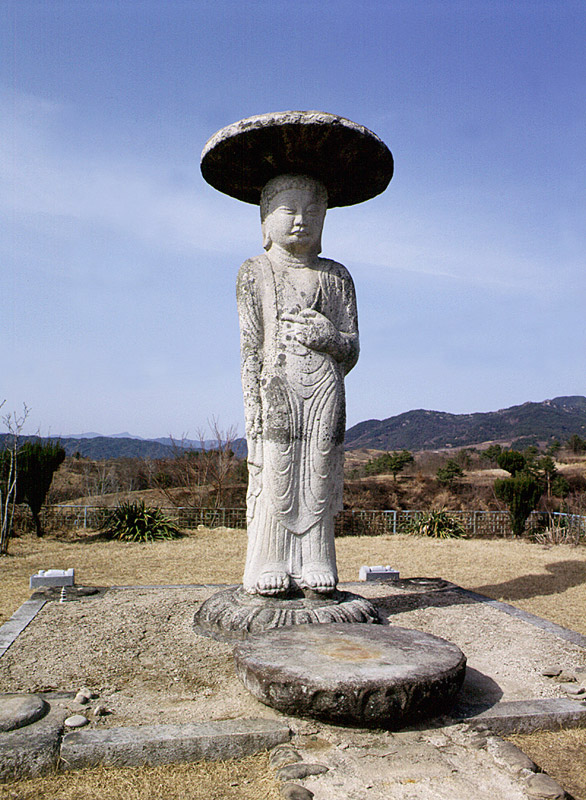
거창 양평리 석조여래입상
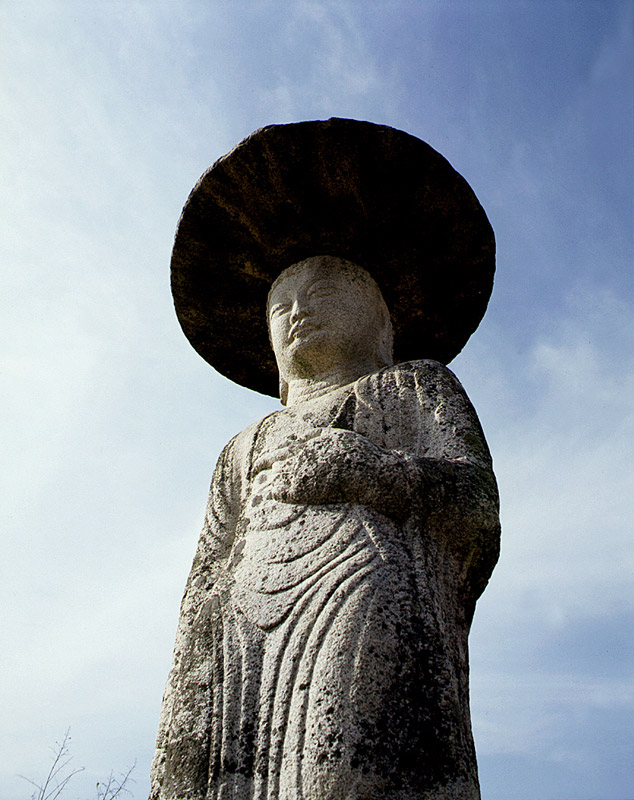
거창 양평리 석조여래입상
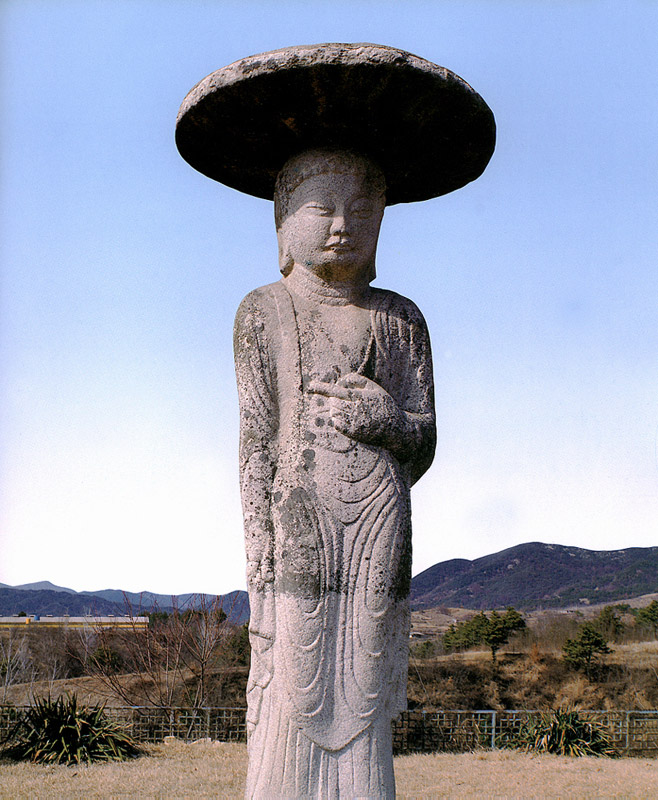
거창 양평리 석조여래입상
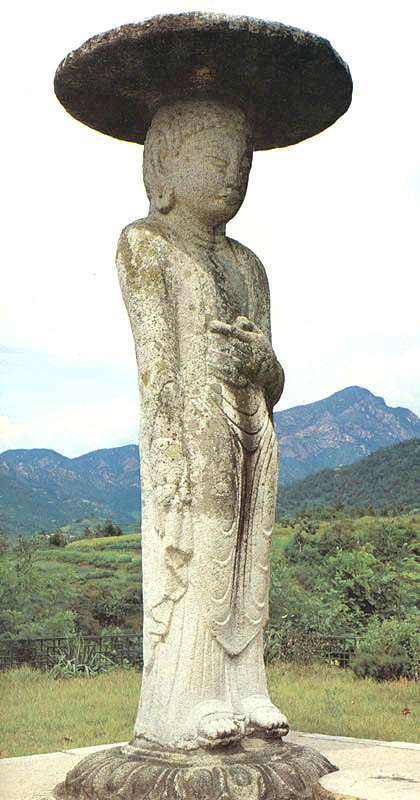
거창 양평리 석조여래입상
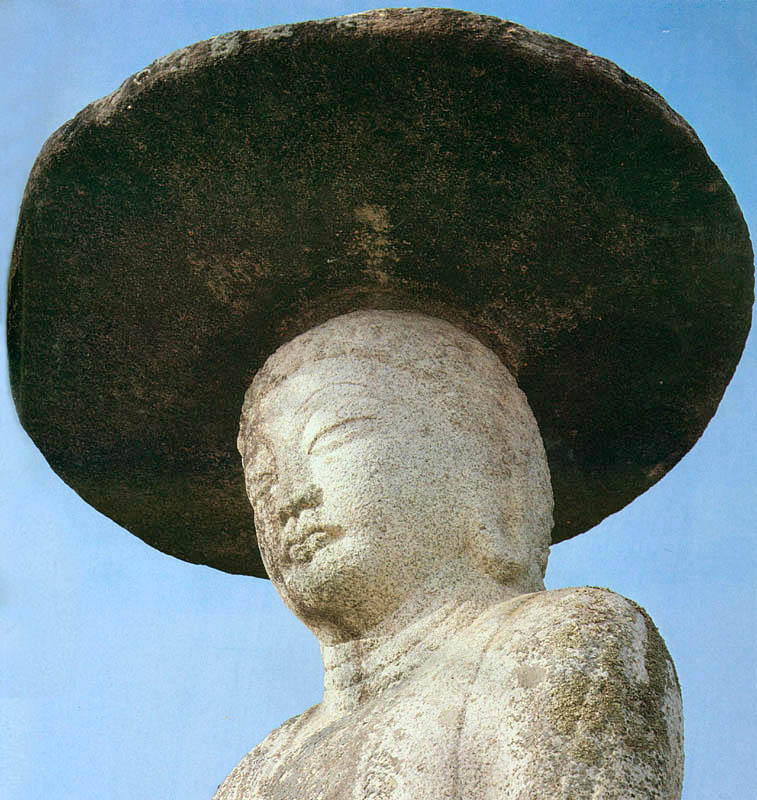
거창 양평리 석조여래입상
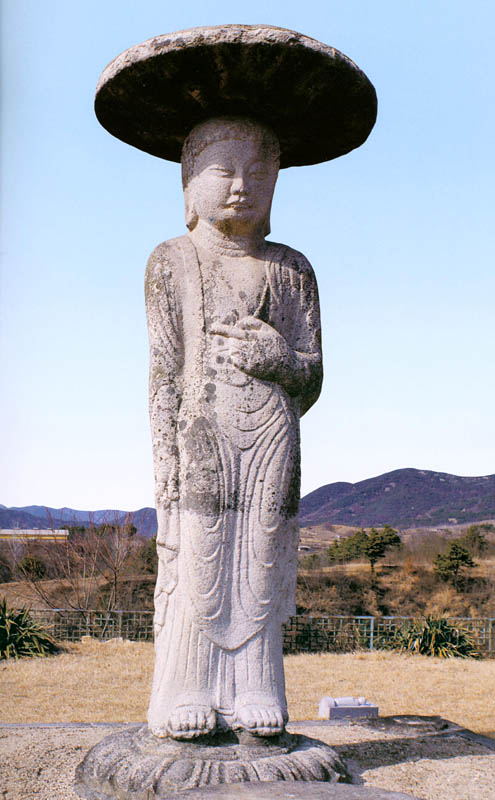
거창 양평리 석조여래입상
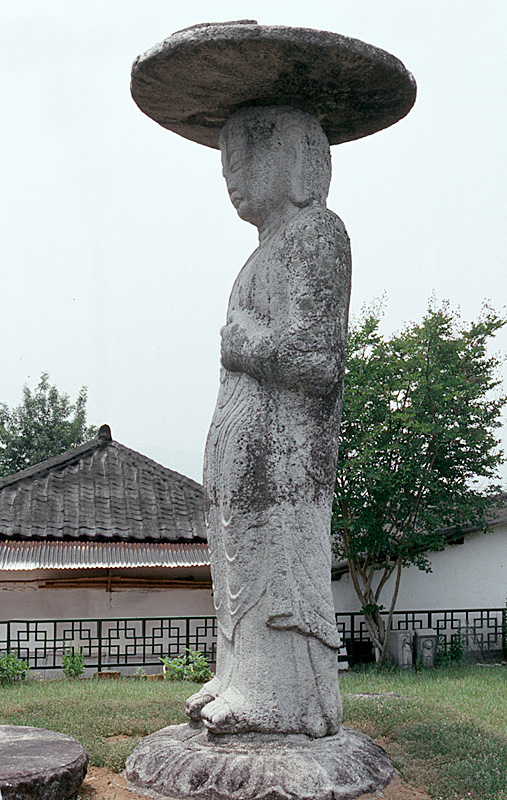
거창 양평리 석조여래입상
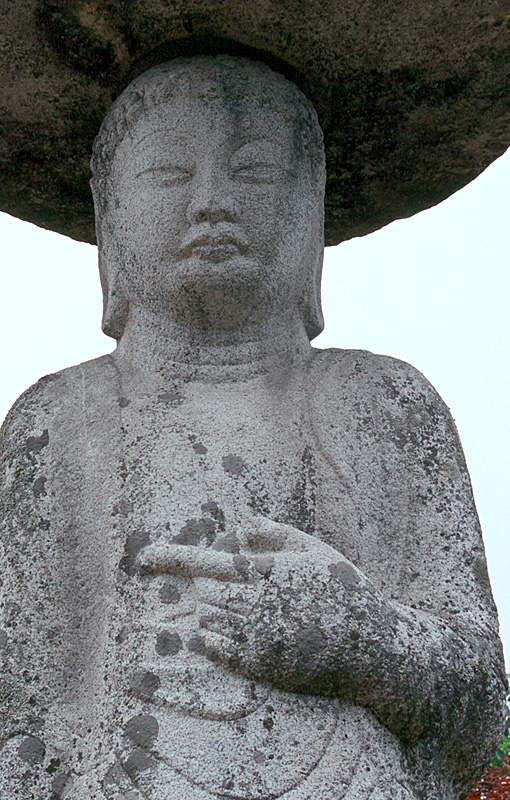
거창 양평리 석조여래입상
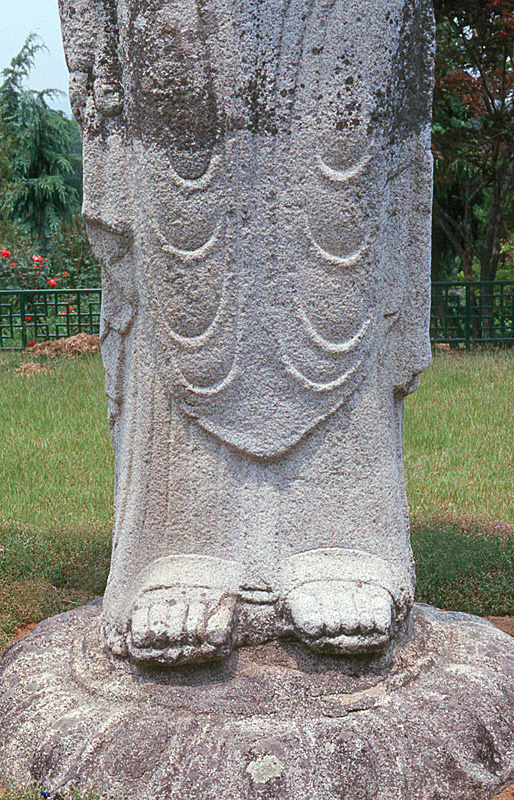
하반신

## 참고 자료
- 거창 양평리 석조여래입상 - 국가유산청 국가유산포털
- 한국저작권위원회 공유마당에 있는 사진
- 이 문서에는 다음커뮤니케이션(현 카카오)에서 GFDL 또는 CC-SA 라이선스로 배포한 글로벌 세계대백과사전의 내용을 기초로 작성된 글이 포함되어 있습니다.